# Верблюжья мечеть
Верблюжья мечеть или Ин-Нака (араб. جامع الناقة‎) — мечеть в столице Ливии. По легенде мечеть была построена в X-XI веке. Первое упоминание в литературе датируется XIV веком. Считается самой старой мечетью в столице Ливии, городе Триполи.

## Легенда
По легенде мечеть была перестроена четвёртым халифом Фатимидского халифата Аль-Муиззом Лидиниллахом. По другой легенде строительство мечети было связано с историей о загруженном золотом верблюде, который был подарен халифом Аль-Азиз Биллахом или его полководцем Джаухаром ас-Сакали жителям Триполи для строительства мечети. Также есть версия, что мечеть была перестроена Сафардаем в 1019 году. Данные об этом были найдено на мраморной табличке во время реконструкции мечети. Однако все эти исторически не являются авторитетными и не могут указать точную дату постройки. Ливийские историки считают, что эта мечеть не принадлежит периоду Фатимидов, ссылаясь на то, что здание построено в стиле не характерном для архитектуры Фатимидов. Также они полагают, что название «Верблюжья мечеть» появилось в Османский период.

## История
Первое упоминание в литературе датируется XIV веком. Тогда о мечете упоминал Аль-Тиджани, когда он посетил Триполи в 1306 и 1308 годах. Он сообщает что между Касбахом и школой Аль-Мустансирия, находится величайшая мечеть Триполи, построенная Бану Убайд. Однако минарет Верблюжьей мечети построен в марокканском стиле, что может говорить о том, что мечеть или по крайней мере минарет были построена во времена когда территория Триполи была захвачена Альмохадами в начале XII века. Последние изменения в архитектуре были внесены примерно в 1610 году, когда к уже существующим помещениям добавились новые пристройки. Во время Второй мировой войны залы мечети были разрушены бомбардировками и восстановлены после окончания боевых действий.

## Описание
Верблюжья мечеть расположен в юго-восточной части старого города, недалеко от площади Фнидека, в узком переулке, отходящем от нее, рядом с отелями Гадамеси и Хавас, а также недалеко от мечети Ахмеда-паши Караманли. Здание мечети построено в ливийском стиле с характерным для этого стиля большим количеством маленьких куполов на крыше. Мечеть имеет простое убранство, лишена надписей и декоративной резьбы.